# Northumbria uralkodóinak listája

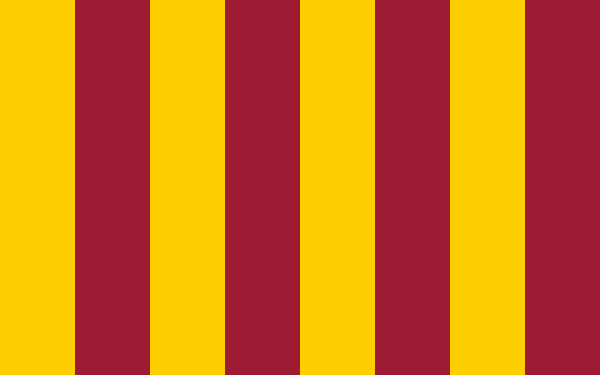
Northumbria zászlaja

Northumbria a 7 angolszász királyság egyike, mely az angolok által alapított Bernicia és Deira 604-es egyesítettéséből jött létre.
627-ben Deirai Edwin (†633) felvette a kereszténységet. Virágzásának a 8. században Mercia előretörése, majd a 9. században dán-viking hódítók vetettek véget, akik 867-ben meghódították Deirát. Végül I. Edmund wessexi király (†946) elűzte az utolsó uralkodót, Northumbriát pedig Anglia egyik grófságává tette.

## Uralkodók (6. század–867)

### Bernicia uralkodói (500k. –604)
| Portré/Érme | Uralkodó   | Névváltozat | Uralkodott | Címe                                                                       | Megjegyzés                                        |
| ----------- | ---------- | ----------- | ---------- | -------------------------------------------------------------------------- | ------------------------------------------------- |
|             | Esa        | Oesa        | 500–520    | ESA INGVING CYNING ESA REX BERNICIA CYNING                                 | . Szül.: 457.                                     |
|             | Eoppa      |             | 520–547    | EOPPA ESING BERNICIA CYNING EOPPA REX BERNICIA                             | Esa fia. Szül.: 487                               |
|             | Ida        |             | 547–559    | IDA EOPPING BERNICIA CYNING IDA REX BERNICIA                               | Eoppa fia. Szül.: 517                             |
|             | Glappa     | Clappa      | 559–560    | GLAPPA BERNICIA CYNING GLAPPA REX BERNICIA                                 | Ida fia.                                          |
|             | Adda       |             | 560–568    | ADDA IDING BERNICIA CYNING ADDA REX BERNICIA                               | Ida fia.                                          |
|             | Æthelric   |             | 568–572    | ÆÞELRIC IDING BERNICIA CYNING ÆÞELRIC REX BERNICIA                         | Ida fia. Szül.: 540 k..                           |
|             | Theodric   | Deoric      | 572–579    | ÞEODRIC IDING BERNICIA CYNING ÞEODRIC REX BERNICIA                         | Ida fia.                                          |
|             | Frithuwald | Frithewlf   | 579–585    | FRIÞVVALD BERNICIA CYNING FRIÞVVALD REX BERNICIA                           | Ida fia.                                          |
|             | Hussa      |             | 585–592    | HVSSA BERNICIA CYNING HVSSA REX BERNICIA                                   | Ida fia.                                          |
|             | Æthelfrith | Ethelfrith  | 592–604    | ÆÞELFRIÞ ÆÞELRICING BERNICIA 7 DEIRA CYNING ÆÞELFRIÞ REX BERNICIA ET DEIRA | Æthelric fia, feleségül vette deirai Ælle lányát. |

### Deira uralkodói (559–604)
| Portré/Érme | Uralkodó | Névváltozat  | Uralkodott | Címe                                    | Megjegyzés  |
| ----------- | -------- | ------------ | ---------- | --------------------------------------- | ----------- |
|             | Ælle     | Aella, Aelli | 559–588    | ÆLLA YFFING DEIRA CYNING ÆLLA REX DEIRA | Yffi fia.   |
|             | Æthelric | Aedilric     | 588–604    | ÆÞELRIC DEIRA CYNING ÆÞELRIC REX DEIRA  | Ælla öccse. |

### Northumbria uralkodóinak listája (604–867)
| Portré/Érme | Uralkodó           | Névváltozat                                    | Uralkodott | Címe                                                                       | Megjegyzés                                                                             |
| ----------- | ------------------ | ---------------------------------------------- | ---------- | -------------------------------------------------------------------------- | -------------------------------------------------------------------------------------- |
|             | Æthelfrith         |                                                | 604–616    | ÆÞELFRIÞ ÆÞELRICING BERNICIA 7 DEIRA CYNING ÆÞELFRIÞ REX BERNICIA ET DEIRA | ld. fent                                                                               |
|             | Szent Eadwine      | Æduini Aduini Edwin                            | 616–633    | EDVVIN ÆLLING BERNICIA 7 DEIRA CYNING EDVVIN REX BERNICIA ET DEIRA         | I. Ælle fia. 627-ben felvette a kereszténységet. Szül.: 586, megh.: 633. X. 12-én.     |
|             | I. Osric           |                                                | 633–634    | OSRIC ÆLFRICING DEIRA CYNING OSRIC REX DEIRA                               | Eadwine unokatestvére. Deira uralkodója. Megh.: 634 nyara.                             |
|             | Eanfrith           |                                                | 633–634    | EANFRIÞ ÆÞELFRIÞING BERNICIA CYNING EANFRIÞ REX BERNICIA                   | Æthelfrith fia. Szül.: 595?.                                                           |
|             | Szent Oswald       |                                                | 634–642    | OSVVALD BERNICIA 7 DEIRA CYNING OSVVALD REX BERNICIA ET DEIRA              | Æthelfrith fia. Szül.: 604, megh. 642. VIII. 5-én.                                     |
|             | Oswio              | Oswy Oswig Oswiu                               | 642–670    | OSVVIO ÆÞELFRIÞING BERNICIA 7 DEIRA CYNING OSVVIO REX BERNICIA ET DEIRA    | Æthelfrith fia. 664-től a teljes birodalom királya. Szül.: 612, megh.: 670. II. 15-én. |
|             | Szent Oswine       | Osuine                                         | 644–651    | OSVVINE OSRICING DEIRA CYNING OSVVINE REX DEIRA                            | I. Osric fia. Deira uralkodója. Megh.: 651. VIII. 20-án.                               |
|             | I. Æthelwald       | Œthelwald                                      | 651–655    | ÆÞELVVALD OSVVALDING DEIRA CYNING ÆÞELVVALD REX DEIRA                      | Oswald fia. Deira uralkodója.                                                          |
|             | Ealhfrith          | Alhfrith Alchfrith                             | 655–664    | ALCHFRIÞ DEIRA CYNING ALCHFRIÞ REX DEIRA                                   | Oswiu fia. Deira uralkodója.                                                           |
|             | Ælfwine            |                                                | 670–679    | ÆLFVVINE DEIRA CYNING ÆLFVVINE REX DEIRA                                   | Oswiu fia. Deira uralkodója. Szül.: 661.                                               |
|             | Ecgfrith           | Ecgferth                                       | 670–685    | ECGFERÞ OSVVEOING NORÞANHYMBRA CYNING ECGFERÞ REX NORÞANHYMBRA             | Oswiu fia. 679-től a teljes birodalom uralkodója. Szül.: 645?, megh.: 685. V. 20-án.   |
|             | Ealdfrith          | Aldfrith Aldferth Aldfrid Aldfridus Flann Fína | 685–704    | ALDFERÞ OSVVEOING NORÞANHYMBRA CYNING ALDFERÞ REX NORÞANHYMBRA             | Oswiu fia. Szül.: 640 k., megh.: 704. XII. 14-én.                                      |
|             | I. Eadwulf         |                                                | 704–705    | EADVVLF NORÞANHYMBRA CYNING EADVVLF REX NORÞANHYMBRA                       | ' Megh.: 717.                                                                          |
|             | I. Osred           |                                                | 705–716    | OSRED ALDFERÞING NORÞANHYMBRA CYNING OSRED REX NORÞANHYMBRA                | Ealdfrith fia. Szül.: 696/697.                                                         |
|             | Cœnred             | Cenred, Coenred                                | 716–718    | COENRED NORÞANHYMBRA CYNING COENRED REX NORÞANHYMBRA                       | Ida 6. leszármazottja.                                                                 |
|             | II. Osric          |                                                | 718–729    | OSRIC ALDFERÞING NORÞANHYMBRA CYNING OSRIC REX NORÞANHYMBRA                | Ealdfrith fia. Megh.: 729. V. 9-én.                                                    |
|             | Szent Ceolwulf     |                                                | 729–737    | CEOLVVLF NORÞANHYMBRA CYNING CEOLVVLF REX NORÞANHYMBRA                     | Coenred fia. Szül.: 695, megh.: 764. I. 15-én.                                         |
|             | Eadberht           | Eadbryht                                       | 737–758    | EADBRYHT EATING NORÞANHYMBRA CYNING EADBRYHT REX NORÞANHYMBRA              | Ida 6. leszármazottja. Megh.: 768. VIII. 20-án.                                        |
|             | Oswulf             | Osulf                                          | 758–759    | OSVVLF NORÞANHYMBRA CYNING OSVVLF REX NORÞANHYMBRA                         | Eadberht fia. Megh.: 759. VII. 24-én.                                                  |
|             | II. Æthelwald Moll |                                                | 759–765    | ÆÞELVVALD MOLL NORÞANHYMBRA CYNING ÆÞELVVALD MOLL REX NORÞANHYMBRA         | -                                                                                      |
|             | Ealhred            | Alhred Alchred Ealchred                        | 765–774    | EALCHRED NORÞANHYMBRA CYNING EALCHRED REX NORÞANHYMBRA                     | Ida 6. leszármazottja.                                                                 |
|             | I. Æthelred        |                                                | 774–779    | ÆÞELRED NORÞANHYMBRA CYNING ÆÞELRED REX NORÞANHYMBRA                       | II. Æthelwald fia.                                                                     |
|             | I. Ælfwald         | Elfwald                                        | 779–788    | ÆLFVVALD NORÞANHYMBRA CYNING ÆLFVVALD REX NORÞANHYMBRA                     | Oswulf fia. Megh.: 788. IX. 23-án.                                                     |
|             | II. Osred          |                                                | 788–790    | OSRED ALCHREDING NORÞANHYMBRA CYNING OSRED REX NORÞANHYMBRA                | Alhred fia. Megh.: 792. IX. 13-án.                                                     |
|             | I. Æthelred (2x)   |                                                | 790–796    | ÆÞELRED NORÞANHYMBRA CYNING ÆÞELRED REX NORÞANHYMBRA                       | Ld. fent. Megh.: 796. IV. 18-án.                                                       |
|             | Osbald             |                                                | 796        | OSBALD NORÞANHYMBRA CYNING OSBALD REX NORÞANHYMBRA                         | Megh.: 799.                                                                            |
|             | Eardwulf           |                                                | 796–806    | EARDVVLF NORÞANHYMBRA CYNING EARDVVLF REX NORÞANHYMBRA                     | I. Eadwulf dédunokája. Szül.: 745 k..                                                  |
|             | II. Ælfwald        | Elfwald                                        | 806–808    | ÆLFVVALD NORÞANHYMBRA CYNING ÆLFVVALD REX NORÞANHYMBRA                     | -                                                                                      |
|             | Eardwulf (2x)      |                                                | 808–810    | EARDVVLF NORÞANHYMBRA CYNING EARDVVLF REX NORÞANHYMBRA                     | Ld. fent. Megh.: 833.                                                                  |
|             | Eanred             |                                                | 810–841    | EANRED EARDVVLFING NORÞANHYMBRA CYNING EANRED REX NORÞANHYMBRA             | Eardwulf fia.                                                                          |
|             | II. Æthelred       |                                                | 841–844    | ÆÞELRED EANREDING NORÞANHYMBRA CYNING ÆÞELRED REX NORÞANHYMBRA             | Eanred fia.                                                                            |
|             | Rædwulf            | Redwulf                                        | 844        | RÆDVVLF NORÞANHYMBRA CYNING RÆDVVLF REX NORÞANHYMBRA                       | Megh.: 858 k..                                                                         |
|             | II. Æthelred (2x)  |                                                | 844–848    | ÆÞELRED EANREDING NORÞANHYMBRA CYNING ÆÞELRED REX NORÞANHYMBRA             | Ld. fent.                                                                              |
|             | Osbert             | Osbert Osbeorht                                | 848–863    | OSBEORHT NORÞANHYMBRA CYNING OSBEORHT REX NORÞANHYMBRA                     | Megh.: 867. III. 21-én.                                                                |
|             | II. Ælle           | Ælla                                           | 863–867    | ÆLLE NORÞANHYMBRA CYNING ÆLLE REX NORÞANHYMBRA                             | Megh.: 867. III. 21-én.                                                                |

## A viking Northumbria (A Jórvík-i viking királyság,867–973)
| Dinasztia                                           | Uralkodó        | Névváltozat   | Uralkodott | Címe                                                   | Megjegyzés |
| --------------------------------------------------- | --------------- | ------------- | ---------- | ------------------------------------------------------ | --- |
| -                                                   | I. Ecgbert      |               | 867–873    | ECGBRYHT NORÞANHYMBRA CYNING ECGBRYHT REX NORÞANHYMBRA | ' |
| -                                                   | Ricsige         |               | 873–876    | RICSIGE NORÞANHYMBRA CYNING RICSIGE REX NORÞANHYMBRA   | ' |
| -                                                   | II. Ecgbert     |               | 876–878    | ECGBRYHT NORÞANHYMBRA CYNING ECGBRYHT REX NORÞANHYMBRA | ' |
| -                                                   | Guthfrith       |               | 878–895    |                                                        | ' |
| -                                                   | Sigfroðr        |               | 895–?      |                                                        | - |
| -                                                   | Knútr           |               | ?–899      |                                                        | - |
| Cerdic                                              | Æthelwald       |               | 899–902    |                                                        | A wessexi családból való volt.                                                                                      |
| -                                                   | Halfdan         |               | 902–910    |                                                        | - |
| -                                                   | Eowils          |               | 902–910    |                                                        | - |
| -                                                   | II. Eadwulf     |               | 910–913    |                                                        | - |
| -                                                   | Ealdred         |               | 913–930    |                                                        | II. Eadwulf fia. |
| -                                                   | I. Ragnall      |               | 918–921    |                                                        | - |
| Yngling                                             | Sihtric Cáech   |               | 921–927    |                                                        | II. Sihtric néven Dublin királya 917 és 921 között.                                                                 |
| Cerdic                                              | Æthelstan       |               | 927–939    |                                                        | Wessexi királya. |
| Yngling                                             | I. Olaf         | Amlaíb, Anlaf | 939–941    |                                                        | II. Olaf néven Dublini királya 937 és 941 között. Sihtric unokaöccse.                                               |
| Yngling                                             | II. Olaf        | Amlaíb        | 941–943    |                                                        | III. Olaf néven Dublini királya 945 és 947, ill. 952 és 980 között. (II.) Sihtric fia, I. (II.) Olaf unokatestvére. |
| -                                                   | II. Ragnall     |               | 943–944    |                                                        | - |
| Cerdic                                              | Eadmund         |               | 944–946    |                                                        | Athelstan féltestvére, Wessex királya.                                                                              |
| Yngling                                             | Véresbárdú Erik |               | 947–948    |                                                        | I. Erik néven Norvégia királya 931 és 934 között.                                                                   |
| Yngling                                             | II. Olaf        |               | 949–952    |                                                        | Másodszor uralkodott.                                                                                               |
| Yngling                                             | Erik (2x)       |               | 952–954    |                                                        | Második uralkodása.                                                                                                 |
| 954-től Wessexi királyok uralkodnak Northumbriában. |                 |               |            |                                                        | |